# 桃園市立過嶺國民中學
桃園市立過嶺國民中學（英語：Guo Ling Junior High School），簡稱過嶺國中，位於臺灣桃園市中壢區過嶺都市計畫區。校地坐落於中壢市過嶺段110、112－21、113-32、113-34、113-35、114-6等，共6筆，總面積共計25543平方公尺。
參考學區周邊鄉鎮市各村里之出生人口數消長情形，評估每一個年級學生數約計350～420人，設校規模全校班級數為30個班，最大設計36班。

## 學校沿革
- 2005年：8月1日成立桃園縣立過嶺國民中學籌備處。
- 2009年：成立桃園縣立過嶺國民中學。
- 2012年：1月9日舉辦創校以來第一次的運動會。
- 2014年：因應桃園縣升格改制為直轄市，更名為桃園市立過嶺國民中學。

## 歷任校長
| 任期 | 姓名       | 任職日期  | 離職日期  | 異動原因                                                   |
| ---- | ---------- | --------- | --------- | ---------------------------------------------------------- |
| 1    | 洪靜芳女士 | 2009年8月 | 2016年7月 | 原桃園縣立興南國民中學校長轉任，任內退休。                 |
| 2    | 詹昭棣先生 | 2016年8月 | 2022年7月 | 原桃園市立新明國民中學校長轉任，調任桃園市立自強國民中學。 |
| 3    | 郭玉承先生 | 2022年8月 | 現任      | 原桃園市立新明國民中學校長轉任。                           |

## 學區
- 中壢區：過嶺里（第1－4、8－18鄰）、過嶺里（第5－7鄰）【為過嶺國中、大崙國中共同學區】、五權里（第1－3鄰）[2]。
- 平鎮區：雙連里（第1－42、44－47鄰）。
- 楊梅區：新榮里（第1－23鄰）、雙榮里（第1－19鄰）、高榮里（第4－10鄰）。
- 觀音區：富源里（第1－4、9－12鄰）【為過嶺國中、新屋高中國中部、觀音高中國中部共同學區】、上大里（第9－14鄰）。
- 新屋區：頭洲里（第1－3鄰）、頭洲里（第4－6鄰）【為過嶺國中、新屋高中國中部共同學區】。

## 學校週邊
- 國立中央大學
- 中華電信研究院
- 桃園市中壢區中平國民小學

## 外部連結
- 桃園市立過嶺國民中學 （页面存档备份，存于）